# Mihăieni
Mihăieni (węg. Krasznamihályfalva) – wieś w Rumunii, w okręgu Satu Mare, w gminie Acâș. W 2011 roku liczyła 485 mieszkańców. 